# Max Westphal
- Este artigo foi inicialmente traduzido, total ou parcialmente, do artigo da Wikipédia em alemão cujo título é «Max Westphal», especificamente desta versão.

Max Westphal (Hamburgo, 30 de setembro de 1895 — Berlim, 28 de dezembro de 1942) foi um político social-democrata alemão.
Durante a República de Weimar foi durante muitos anos presidente da Juventude dos Trabalhadores Socialistas. Depois pertenceu aos quadros diretores do partido. Desempenhou papel fundamental em 1933, nos confrontos entre os diretores chefe do SPD na Alemanha e seus diretores no exílio.